# Dhiae Boudoumi
Dhiae Boudoumi (* 16. November 2001) ist ein algerischer Leichtathlet, der sich auf den Zehnkampf spezialisiert. 2024 wurde er in Douala Vizeafrikameister in dieser Disziplin.

## Sportliche Laufbahn
Erste internationale Erfahrungen sammelte Dhiae Boudoumi im Jahr 2023, als er bei den Panarabischen Spielen in Algier mit 7019 Punkten die Silbermedaille im Zehnkampf hinter seinem Landsmann Larbi Bourrada gewann. Im Jahr darauf sicherte er sich bei den Afrikaspielen in Accra mit 6943 Punkten die Bronzemedaille hinter dem Südafrikaner Fredriech Pretorius und Edwin Kipmutai Too aus Kenia. Zudem verpasste er im Weitsprung mit 7,16 m den Finaleinzug und belegte mit der algerischen 4-mal-400-Meter-Staffel in 3:08,08 min den siebten Platz. Im Juni gewann er bei den Afrikameisterschaften in Douala mit 7215 Punkten die Silbermedaille im Zehnkampf hinter seinem Landsmann Larbi Bourrada. 2025 siegte er mit 7501 Punkten bei den Arabischen Meisterschaften in Oran.
2023 wurde Boudoumi algerischer Meister im Zehnkampf.

## Persönliche Bestleistungen
- Weitsprung: 7,54 m (−0,1 m/s), 25. November 2024 in Abuja
- Zehnkampf: 7501 Punkte, 4. Mai 2025 in Oran